# Măndica Ciubăncan
Măndica Ciubăncan (Dej, 12 novembre 1956) è un'ex cestista rumena.

## Carriera
Con la Romania ha disputato due edizioni dei Campionati europei (1981, 1983).